# Ammothea bentartica
Ammothea bentartica là một loài nhện biển trong họ Ammotheidae. Loài này thuộc chi Ammothea. Ammothea bentartica được miêu tả khoa học năm 2001 bởi Munilla.